# 52 Leonis
52 Leonis (k Leonis) é uma estrela na direção da Leo. Possui uma ascensão reta de 10h 46m 25.35s e uma declinação de +14° 11′ 41.3″. Sua magnitude aparente é igual a 5.49. Considerando sua distância de 287 anos-luz em relação à Terra, sua magnitude absoluta é igual a 0.76. Pertence à classe espectral G4III:.